# Gérard Zwang
 (mars 2018).
Si vous disposez d'ouvrages ou d'articles de référence ou si vous connaissez des sites web de qualité traitant du thème abordé ici, merci de compléter l'article en donnant les références utiles à sa vérifiabilité et en les liant à la section « Notes et références ».
Gérard Zwang, né à Paris le 16 juin 1930, est un chirurgien-urologue français, auteur d'ouvrages consacrés à la sexologie, dont Le Sexe de la femme, qui eurent un certain écho dans les médias durant les années 1970. 
Il est l'un des cofondateurs de la Société française de sexologie clinique.
Sexologue engagé, il  milite contre l'excision et la circoncision, après avoir milité pour la légalisation de l'interruption volontaire de grossesse (IVG). Il a notamment fait partie du comité de rédaction d'Union.
Passionné de musique classique, Gérard Zwang est l'auteur de plusieurs livres sur la musique, les compositeurs, les pianistes, les chanteurs dont Les Mémoires d'une chanteuse française basé sur ses entretiens en 1975 avec la chanteuse lyrique Madeleine Grey.

## Biographie
Gérard Zwang naît 16 juin 1930 dans une famille dont le père, René Zwang, est commis principal d’un agent de change, et sa mère, née Amélia Aubry, en est la secrétaire. Aîné d'un fratrie de quatre enfants, il fait ses études secondaires au lycée Henry-IV en section lettres, et obtient son baccalauréat en 1947. Il étudie la médecine à la Faculté de médecine de Paris, et est nommé externe en 1951 puis interne des hôpitaux de Paris en 1956. Il passe deux ans et demi en Égypte puis en Algérie comme médecin militaire du contingent. Il témoigne en 2012 de sa perception de cette période, où il est responsable de l'hôpital de Sétif puis de Tlemcen, dans un film documentaire, Chirurgien dans la guerre d'Algérie.  Il rentre en France puis présente sa thèse en 1962 et devient chef de clinique chirurgicale à l'hôpital Cochin pendant trois ans. Il s'installa à titre libéral en Seine-et-Marne en 1965. Il pratiqua la chirurgie viscérale, abdominopelvienne et urologique jusqu'en 1994. Auteur à succès, il devient le chef de file de la prothèse pénienne, qui consiste alors à introduire dans le pénis des hommes impuissants une tige de plastique lui donnant une rigidité permanente.
Son premier ouvrage publié, Le Sexe de la femme (1967), se veut rétablir de façon scientifique l'anatomie et la physiologie des organes génitaux féminins, un chapitre qui a longtemps donné lieu à une iconographie et à une interprétation biologique erronées. Fondé sur des documents photographiques démonstratifs, son Atlas du sexe de la femme illustre le texte publié en 1967. 
En 1972, il publie La Fonction érotique. L'ouvrage est accueilli diversement à sa sortie,.Manquant d'une assise théorique qu'il dira avoir étudiée par lui suite, il comporte des faiblesses et erreurs et de son propre aveu est vite daté.  Il innove toutefois selon lui par le ton assez libre employé et sa rupture d'avec les considérations freudiennes. 
L'étude du comportement sexuel l'a conduit à une vision scientifique plus large des différents comportements humains (éthologie), envisagés sous l'angle de la biologie et de la paléo-anthropologie.
Il est le président d'honneur de l'Association contre la mutilation des enfants,[Depuis quand ?] et a participé à la première conférence de presse dénonçant les mutilations sexuelles féminines (clitoridectomie et infibulation) à Genève en 1977 sous les auspices de Terre des hommes en compagnie de Benoîte Groult. Il a également participé au 4e Symposium international sur les mutilations sexuelles, du 9 au 11 août 1996 à l'université de Lausanne, organisé par l'association Nocirc ainsi qu'aux Rencontres internationales « Procréation et droits de l'enfant » tenues à Marseille du 16 au 18 septembre 2003 sous l'égide de l'Observatoire international du droit de la bioéthique et de la médecine.
Par ailleurs, il est compositeur (inscrit à la SACEM), instrumentiste (violon, piano et orgue) et critique. Il possède l'oreille absolue et fait partie du Groupement des écrivains médecins. Grand amateur de Mozart, il a toujours manifesté son hostilité à l'égard du style baroque « enfreignant » le diapason, et « infligé » selon ses termes, aux compositeurs fondateurs du premier classicisme occidental (Bach, Rameau, Haendel, Vivaldi, Purcell, etc.). 
Il a été « croqué » par Pierre Desproges dans Le Tribunal des flagrants délires. Il est parfois considéré comme un proche de la Nouvelle Droite car il écrit de temps à autre dans Éléments. Il est aussi membre du comité de patronage de Nouvelle École dès l'origine (1970). Marqué par ses critiques du monothéisme, du freudisme et du marxisme, c'est en fait un libéral convaincu, comme en témoignent ses ouvrages d'éthologie (Les Comportements humains).
Marié à sept reprises, il est père de cinq fils et filles.

## Publications
Années 1960
- Le Sexe de la femme, La Jeune Parque, 1967, La Musardine, 1996

Années 1970
- La Fonction érotique, Robert Laffont, 1972. Nouvelle version en 1997: La Nouvelle Fonction érotique, Ramsay.
- Lettre ouverte aux mal baisants, éditions Albin Michel, 1975
- « Les impuissances masculines d'origine artérielle » Tribune médicale, no 303, 1975
- Abrégé de sexologie, Éditions Masson, 1976
- À contre-bruit, Simoens, 1977

Années 1980
- 132 postures amoureuses (préface Gérard Zwang), Borderie, 158 p. 1981  (ISBN 2-86380-019-1)

- La Statue de Freud, Robert Laffont, 1985, 952 p.  (ISBN 2-221-00747-6)
- Guide pratique des cantates de Johann Sebastian Bach (avec Philippe Zwang), Robert Laffont, 1987, L'Harmattan, 2007

Années 1990
- Pathologie sexuelle, Maloine, 1990, prix du Medec
- Fausses nouvelles et histoires vraies, Les éditions du Panthéon, 1993
- Histoire des peines de sexe, Maloine, 1994
- Le Diapason, Sauramps médical, 1998

Années 2000
- Les Comportements humains, Masson, 2000, reprint Sauramps médical : Biologie et comportements humains, 2009
- Atlas du sexe de la femme, La Musardine, 2001
- Éloge du con : Défense et illustration du sexe féminin, La Musardine, 2001
- Aux origines de la sexualité humaine, PUF, Hors collection, 2002
- Mémoires d'une chanteuse française  -  La vie et les amours de Madeleine Grey (1896-1979), L'Harmattan, 2008

Années 2010
- Touche pas à mon sexe, Jean-Claude Gawsewitch Éditeur, 2012
- Touche pas à mon sexe !, réédition, L'Harmattan, 2015
- Le Sexe des femmes, Éditions universitaires européennes, octobre 2016

## Récompenses et prix
- Prix Médecine et culture (1988), décerné par le Conseil économique et social
- Prix Information des médecins (1989), décerné par le Medec

### Chirurgiens
- Roger Couvelaire
- Pierre Foldes

### Médecins et sexologues
- Magnus Hirschfeld (Institut de sexologie de Berlin)

### Psychiatres et sexologues
- Willy Pasini
- Mireille Bonierbale

### Autres liens
- Histoire de la sexologie
- Santé sexuelle